# Moritz Fürstenau
Pour les articles homonymes, voir Fürstenau.

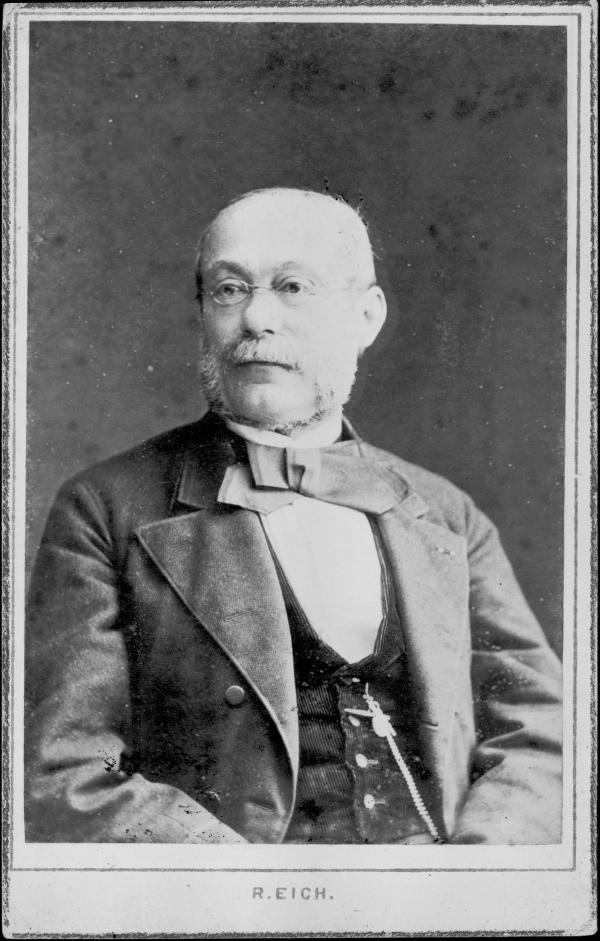
Moritz Fürstenau, photo de Robert Eich

Moritz Ignaz Ludwig Carl Franz August Fürstenau (né le 26 juillet 1824 à Dresde et mort le 27 mars 1889 dans la même ville) est un flûtiste et historien de la musique saxon.

## Biographie
Fürstenau est le fils du compositeur Anton Bernhard Fürstenau, dont il reçoit également ses premières leçons de musique. Il fait ses débuts publics en 1832 à l'âge de huit ans, et depuis lors, il entreprend de nombreuses tournées de concerts.
À la demande du roi saxon Frédéric-Auguste III, Fürstenau obtient en 1842 un poste permanent de flûtiste à l'orchestre de la cour de Dresde. En 1844, il est promu "musicien de chambre royal".
L'année suivante, Fürstenau entreprend un long voyage d'étude à Munich pour suivre les cours de flûte de Theobald Böhm ; il a développé une flûte spéciale que Fürstenau veut introduire à la cour de Dresde. En 1852, il est promu conservateur de la "collection royale de musique" dans sa ville natale. En tant que tel, il fonde deux ans plus tard l'Association des musiciens (aujourd'hui  musique de chambre de la chapelle d'État de Dresde), qui se consacre à la musique instrumentale, plus précisément à la culture de la musique de chambre. Les archives Heinrich-Schütz (de) s'inscrivent dans la tradition de ses travaux historiques.
En 1855, Fürstenau entreprend une tournée de concerts à travers les Pays-Bas avec la chanteuse Jenny Lind (soprano) ; ils jouent ensemble, mais aussi en solistes. Friedrich Tröstler et Fürstenau sont les premiers professeurs du conservatoire privé nouvellement fondé en 1856. Outre la composition, il y donne surtout des cours de flûte.
Après la guerre de 1870, Fürstenau abandonne peu à peu toutes les charges et se retire dans la vie privée. Sauf pour le poste de bibliothécaire de la collection royale de musique à Dresde, qu'il occupe jusqu'en 1889. Son successeur est le directeur musical royal de l'Opéra de la Cour de Dresde, Carl August Riccius (de) (1830-1893).
Moritz Fürstenau décède le 27. mars 1889 à Dresde et inhumé dans l'ancien cimetière catholique de Dresde. La tombe n'a pas survécu; en 2018, une pierre commémorative est inaugurée sur le site de la tombe d'origine.

## Œuvres (sélection)
- Zur Geschichte der Musik und des Theaters am Hof zu Dresden. Dresden 1862. (1979, DNB 891446761)